# James Grenville (1er baron Glastonbury)
James Grenville (6 juillet 1742 - 26 avril 1825) est un homme politique britannique, membre des deux Chambres du Parlement au cours de sa carrière .

## Famille
Il est le fils aîné du député de James Grenville et un cousin germain de George Nugent-Temple-Grenville (1er marquis de Buckingham). Il fait ses études au collège d'Eton et à Christ Church, Oxford.
Les Grenvilles constituent la famille aristocratique la plus importante du Buckinghamshire au sud-est de l'Angleterre, au 18e siècle et au début du 19e siècle. Pendant la majeure partie de cette période, ils fournissent l’un des deux représentants parlementaires du Buckinghamshire et ceux de la ville de Buckingham. La famille produit quelques personnalités politiques nationales, dont deux premiers ministres (George Grenville et William Grenville (1er baron Grenville)). Ils sont également liés à William Pitt l'Ancien et à William Pitt le Jeune.

## Carrière
Il est député de l'arrondissement de Thirsk, dans le Yorkshire, entre 1766 et 1768. Il siège pour l'arrondissement familial de Buckingham entre 1770 et 1790, de 1774 à 1780, en partenariat avec son frère jumeau, Richard Grenville (général). Il représente ensuite le comté de Buckinghamshire de 1790 à 1797.
Il succède à son père en 1783. En tant qu'homme politique, il suit généralement ses relations familiales jusqu'en 1801 et après 1806, mais entre ces années, il continue d'appuyer William Pitt le Jeune au lieu de se rapprocher de Charles James Fox comme le faisaient la plupart des proches de Grenville politiquement actifs.
Il occupe un poste ministériel subalterne en tant que Lord du Trésor de mars 1782 à mars 1783. William Petty, 2e comte de Shelburne, propose de nommer Grenville chancelier de l'Échiquier ou secrétaire à la guerre, mais il refuse ces nominations. Il est admis au Conseil privé le 26 décembre 1783. Il est membre de la chambre de commerce de 1784 jusqu'à sa mort.
Le 20 octobre 1797, il est créé baron Glastonbury. Il ne s’est jamais marié et le titre s’éteint à sa mort en 1825. Il laisse sa succession au bibliophile Thomas Grenville, avec un reste, dont Butleigh Court, à un parent, le révérend George Neville de Windsor, futur doyen de Windsor, qui ajoute ensuite le nom de Grenville à son nom.